# اریک مورلند
اریک مورلند (انگلیسی: Eric Moreland؛ زادهٔ ۲۴ دسامبر ۱۹۹۱) بازیکن بسکتبال اهل ایالات متحده آمریکا است.

## حرفه
از باشگاه‌هایی که در آن بازی کرده‌است می‌توان به تورنتو رپترز و ساکرامنتو کینگز اشاره کرد.